# Liezen
Liezen osztrák város, Stájerország Liezeni járásának székhelye. 2017 januárjában 8181 lakosa volt.

## Elhelyezkedése

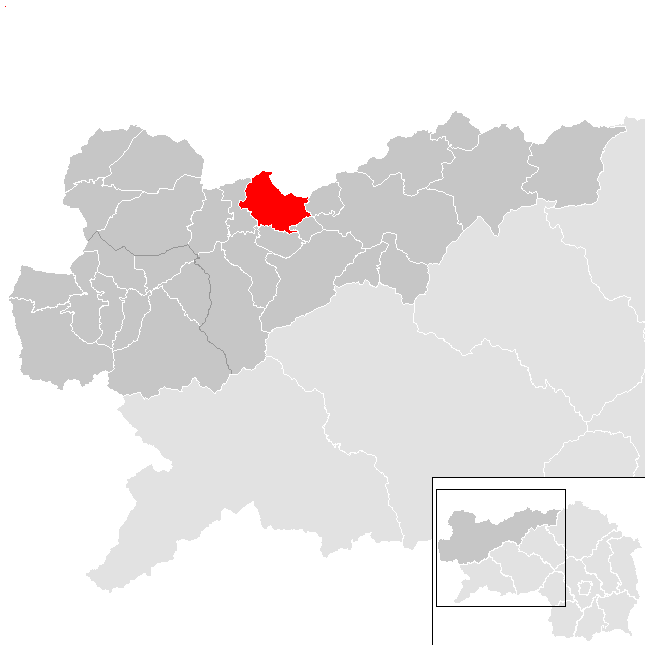
Liezen a Liezeni járásban

Liezen Felső-Stájerország északi részén fekszik, az Enns bal partján, ahol a Pyhrnbach a folyóba torkollik. Területének északi része az Északi Mészkő-Alpokra esik, amelyen itt vezet át Felső-Ausztriába a Pyhrnbach völgyében fekvő Pyhrn-hágó. Az Enns völgye Liezennél 2–3 km széles és mocsarasodásra hajlamos; itt találhatóak a Wörschacher Moos és Selzthaler Moos lápok. Az önkormányzat területe 4 katasztrális községre oszlik: Liezen (6566 lakos, 2684,5 ha), Pyhrn (73 lakos, 1675,6 ha), Reithtal (205 lakos, 1275 ha), Weißenbach bei Liezen (1137 lakos, 3575,6 ha).
A környező önkormányzatok: keletre Ardning, délkeletre Selzthal, délre Lassing, nyugatra Wörschach, északra Vorderstoder és Spital am Pyhrn (utóbbi kettő Felső-Ausztriában).

## Története

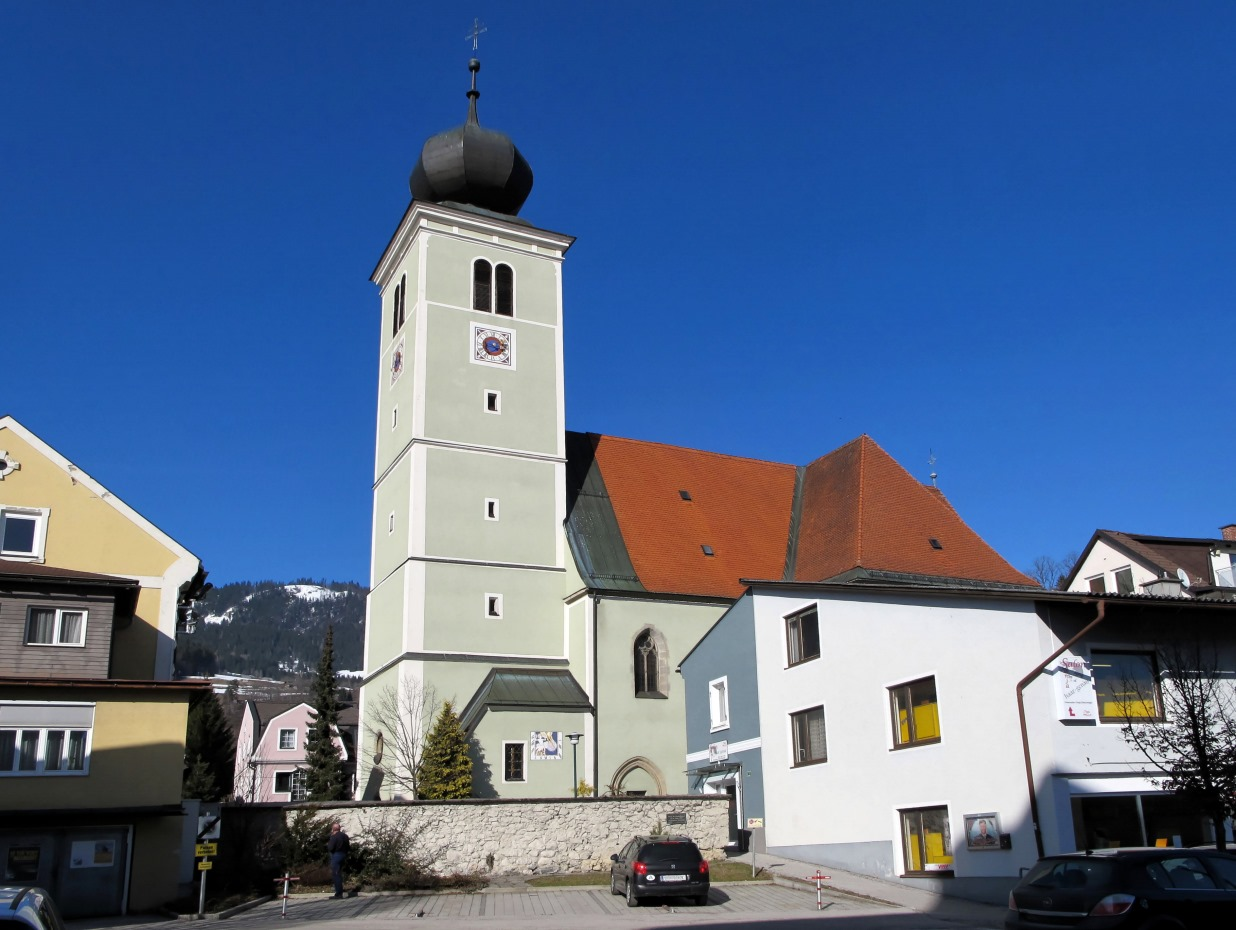
A Szt. Vitus-plébániatemplom

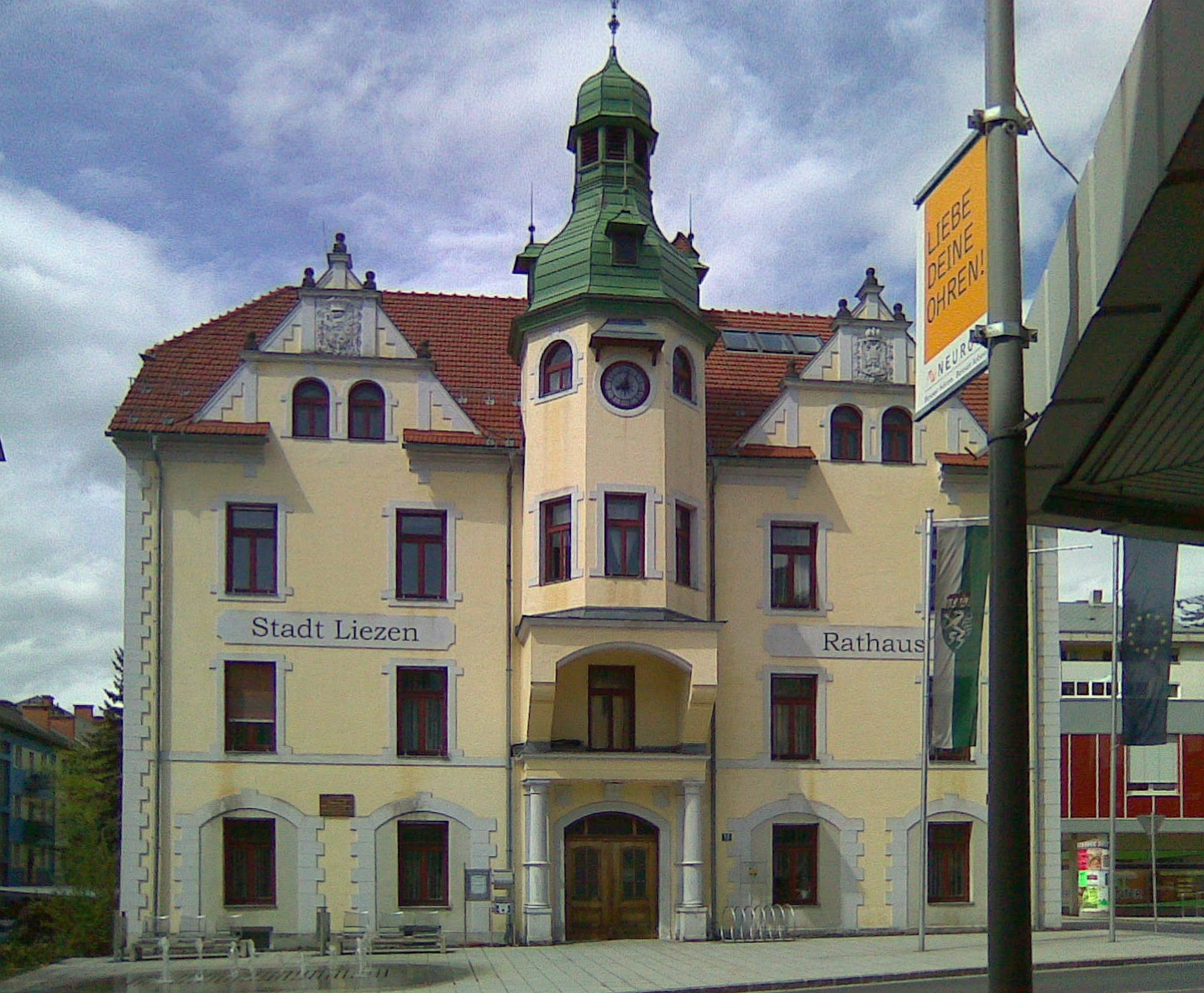
A városháza

A római időkben Liezen helyén a Stiriate nevű pihenő- és lóváltó állomás állt a Pyhrn-hágón átvezető út mentén. Az út innen nyugatra Iuvavum (ma Salzburg) felé vezetett tovább.
Liezent először az admonti apátság egyik birtoklistáján említik 1130-ban, Luecen formában. Neve szláv eredetű és vizes rétet, lápot jelent. Szt. Vitusnak szentelt temploma 1160-ban jelenik meg először az írott forrásokban.
A település gazdasági életét a középkorban egyrészt a hágón átmenő kereskedelmi forgalom, másrészt a Salberg vasércbányája határozta meg; utóbbi a 13. században már termelt. A 15. század végén a templomot gótikus stílusban átépítették és a török háborúk jelentette veszély miatt védőfallal vették körül. A plébánia 1515-ben a rottenmanni kolostor felügyelete alá került, 1614-ben pedig a falu önálló egyházközségi státuszt kapott. 1600 körül a wolkensteini vár ura, Georg Mayer felépíttette Grafenegg kastélyát, melynek épületét sok viszontagság után 1982-ben bontották le. A 17. századtól kezdte Liezen gyakorlatilag vásártartó mezővárosként funkcionált, bár a tényleges városjoggal ekkor még nem rendelkezett.
A település életében fordulópontot jelentett az 1848-as bécsi forradalom utáni közigazgatási reform, amely során felszámolták a feudális birtokrendszert, a járási központ pedig 1866-ban Liezenbe került. Ezzel párhuzamosan fejlődésnek indult az ipar: 1853-ban vaskohó épült. 1873-ban megépült az első vasútvonal, amely ipari jelentőségén túl a turistáknak is megkönnyítette a festői környezet megközelítését.
Miután Ausztria 1938-ban csatlakozott a Német Birodalomhoz, Liezen is színterévé vált ez erőltetett iparosításnak és új kohóművet alapítottak. A település lakossága ugrásszerűen megnőtt (1934 és 1951 között megduplázódott), amiben szerepe volt a Dél-Tirolból kitelepített németek befogadásának is. A második világháború után, 1947-ben követve gazdasági jelentőségének és népességének növekedését, Liezen városi rangot kapott. Az ezt követő városfejlesztésnek és modernizációnak történelmi épületeinek jó része áldozatul esett. A 2015-ös stájerországi közigazgatási reform során az addig önálló Weißenbach bei Liezen községet a városhoz csatolták.   

## Lakosság
A liezeni önkormányzat területén 2017 januárjában 8181 fő élt. A lakosságszám az 1920-as években kezdett gyors növekedésbe és 1980-ra elérte a nyolcezer főt; azóta ezen a szinten stagnál. 2015-ben a helybeliek 87,7%-a volt osztrák állampolgár; a külföldiek közül 1,2% a régi (2004 előtti), 1,5%% az új EU-tagállamokból érkezett. 8,7% a volt Jugoszlávia (Szlovénia és Horvátország nélkül) vagy Törökország, 0,9% egyéb országok polgára. 2001-ben a lakosok 75,6%-a római katolikusnak, 9,5% evangélikusnak, 3,7% mohamedánnak, 1,4% ortodox kereszténynek, 8,4% pedig felekezet nélkülinek vallotta magát. Ugyanekkor 4 magyar élt a városban. A legnagyobb nemzetiségi csoportot a német mellett a horvátok alkották 3,2%-kal.

## Látnivalók

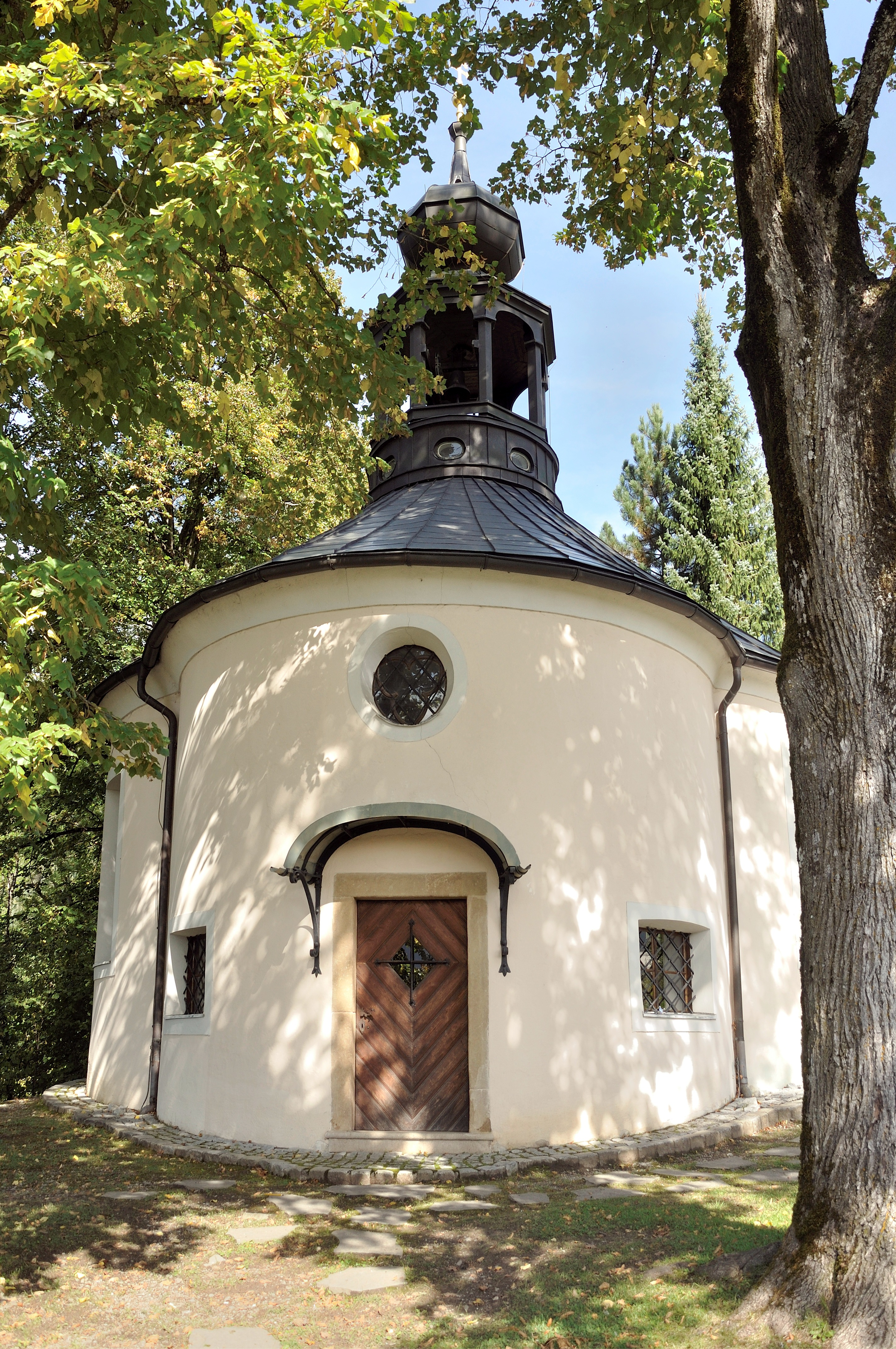
A kálváriakápolna

- Szt. Vitus-plébániatemplom mai formáját a 20. század elején nyerte el egy neogótikus kibővítés során.
- a városháza
- az 1847-ben épült Gassner-malom
- a kálváriadomb barokk kápolnája
- a műemléki védettségű régi erdészház

## Híres liezeniek
- Karla Kienzl (1922-) világbajnok szánkós
- Manfred Schmid (1944-) olimpiai bajnok szánkós

## Fordítás
- Ez a szócikk részben vagy egészben  a   Liezen című német Wikipédia-szócikk ezen változatának fordításán alapul.  Az eredeti cikk szerkesztőit annak laptörténete sorolja fel. Ez a jelzés csupán a megfogalmazás eredetét és a szerzői jogokat jelzi, nem szolgál a cikkben szereplő információk forrásmegjelöléseként.